# 1953년 대한민국
이 문서는 1953년 대한민국에서 일어난 사건을 다룬다.

## 재임자
- 대통령 : 이승만
- 부통령 : 함태영

## 사건
- 1월 9일 - 다대포 앞바다에서 여객선 창경호 침몰 사고가 발생하다.
- 2월 17일 - 원화에서 환화으로 화폐 단위를 바꿨다.
- 6월 15일 - 코리아헤럴드 창간.
- 7월 27일 - 한국 전쟁 휴전.
- 8월 3일 - 유엔 중립국 감시위원회, 판문점에 군사정전위원회 본부 설치.
- 8월 5일 - 판문점에서 남북 포로 교환 시작.
- 8월 8일 - 변영태 외무장관과 존 포레스트 덜레스 미 국무장관, 청와대서 한미상호방위조약 가조인.
- 8월 15일 - 한국전쟁으로 부산으로 옮겼던 대한민국 정부가 서울로 돌아옴.
- 9월 21일 - 조선민주주의인민공화국 조선인민군 공군 노금석 대위, MIG-15를 몰고 대한민국으로 귀순.
- 10월 1일 - 한미상호방위조약, 미국 워싱턴 D.C.서 조인.
- 10월 3일 - 대한민국 정부, 신형법 공포 시행.
- 10월 6일 - 제3차 한일회담 개막.(10일 결렬)
- 10월 11일 - 대한민국 최초의 자체 제작 항공기인 부활호가 만들어졌다.

## 탄생
- 1월 5일 - 농구감독 및 해설위원 김동광
- 1월 22일 - 지휘자·피아니스트 정명훈.
- 1월 24일 - 
  - 성우 장정진.
  - 대한민국 제19대 대통령 문재인.
- 1월 28일 - 전 국회의원 김영덕.
- 2월 1일 - 바둑기사 서봉수.
- 2월 10일 - 전 야구 선수, 현 야구 코치 이홍범.
- 2월 18일 - 언어학자 김두식.
- 2월 25일 - 배우 김영철.
- 3월 10일 - 바둑기사 조훈현.
- 4월 3일 - 전 야구 선수, 현 야구 코치 계형철.
- 4월 5일 - 가수 태진아.
- 5월 22일 - 전 축구 선수, 현 축구 감독 차범근.
- 5월 28일 - 배우 문성근.
- 6월 6일 - 성우 한수경.
- 7월 13일 - 테니스 선수 이덕희.
- 7월 27일 - 국회의원 정동영.
- 8월 18일 - 가수 배철수.
- 8월 19일 - 정치인 신경민.
- 9월 15일 - 지휘자 임헌정.
- 9월 17일 - 소설가, 정치인 김한길.
- 10월 3일 - 배우 오미연.
- 10월 17일 - 시인, 박남철.
- 10월 28일 - 배우 박영규.
- 11월 29일 - 전 야구 선수, 현 야구 감독 김무관.
- 12월 13일 - 배우 독고영재.

## 사망
- 4월 19일 - 독립운동가·정치인 이시영.

## 같이 보기
- 1953년 대한민국의 영화 목록